# Anna Mitgutsch

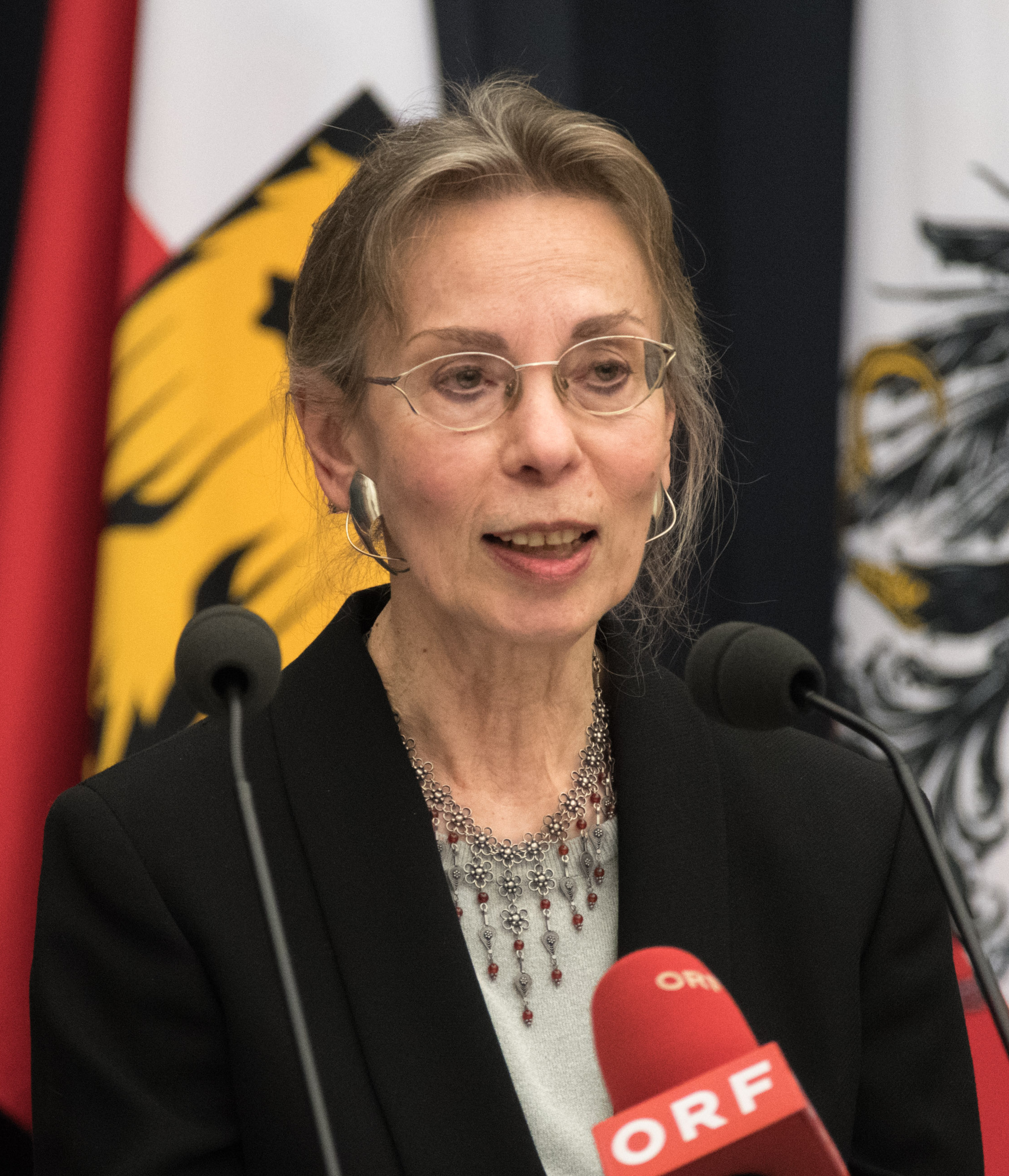
Anna Mitgutsch bei der Verleihung des Adalbert Stifter-Preises 2019

Anna Mitgutsch (* 2. Oktober 1948 in Linz) ist eine österreichische Literaturwissenschaftlerin und Schriftstellerin.

## Leben
Anna Mitgutsch studierte an der Universität Salzburg Anglistik und Germanistik. Sie unternahm zahlreiche Reisen nach Südostasien und den Nahen Osten, lebte längere Zeit in Israel und lehrte von 1971 bis 1973 an der Hull University und University of East Anglia. 1974 promovierte sie an der Universität Salzburg mit einer Dissertation über die englische Lyrik der sechziger Jahre zum Doktor der Philosophie. Von 1975 bis 1978 war sie wissenschaftliche Assistentin am Institut für Amerikanistik der Universität Innsbruck. 1978/1979 war sie Gastprofessorin für Englische Literatur an der Ewha Women’s University in Seoul und von 1979 bis 1985 lehrte sie am Amherst College in Massachusetts, am Sarah Lawrence College in New York, an der Tufts University und am Simmons College in Boston deutsche Sprache und Literatur. In den neunziger Jahren war sie als writer-in-residence am Oberlin College (Ohio), am Lafayette College und am Allegheny College (Pennsylvania) tätig. Sie lebt als freischaffende Autorin in Linz mit mehreren langjährigen Aufenthalten in den USA.

## Auszeichnungen
Mitgutsch, die unter anderem Mitglied der Grazer Autorenversammlung und Vizepräsidentin der IG Autorinnen Autoren ist und bis zu ihrem Austritt im Jahr 2000 dem P.E.N.-Club Österreich angehörte, erhielt unter anderem folgende Auszeichnungen:
- 1985: Brüder-Grimm-Preis der Stadt Hanau
- 1986: Kulturpreis des Landes Oberösterreich
- 1992: Anton-Wildgans-Preis
- 1996: Österreichischer Förderpreis für Literatur
- 2000: Österreichischer Würdigungspreis für Literatur
- 2001: Solothurner Literaturpreis
- 2004: Kunstwürdigungspreis der Stadt Linz
- 2007: Heinrich-Gleißner-Preis
- 2015: Verleihung der Ehrendoktorwürde der Universität Salzburg.[1]
- 2016: Verleihung des Johann-Beer-Literaturpreises für ihren Roman Die Annäherung.
- 2019: Großer Kulturpreis des Landes Oberösterreich (Adalbert-Stifter-Preis)[2]
- 2023: Ehrenbürgerschaft der Stadt Leonding[3][4]

## Werke
- Zur Lyrik von Ted Hughes. Diss. Phil., Salzburg 1974
- Die Züchtigung. Roman, Düsseldorf (Claassen)1985; dtv ISBN 978-3-423-10798-3
- Das andere Gesicht. Roman, Düsseldorf (Claassen) 1986; dtv ISBN 978-3-423-13688-4
- Ausgrenzung. Roman, Frankfurt am Main (Luchterhand) 1989 ISBN 978-3-630-86690-1; dtv
- In fremden Städten. Roman, Hamburg (Luchterhand) 1992 ISBN 978-3-630-86778-6; dtv
- Abschied von Jerusalem. Roman, Berlin (Rowohlt Berlin) 1995, dtv ISBN 978-3-423-13388-3
- Erinnern und erfinden. Grazer Vorlesungen, Graz (Droschl) 1999 ISBN 978-3-85420-521-0
- Haus der Kindheit. Roman, München (Luchterhand) 2000 ISBN 978-3-630-87064-9; dtv
- Familienfest. Roman, München (Luchterhand) 2003; btb ISBN 978-3-442-73349-1
- Zwei Leben und ein Tag. Roman, München (Luchterhand) 2007 ISBN 978-3-630-87256-8; btb ISBN 978-3-442-73844-1
- Wenn du wiederkommst. Roman, München (Luchterhand) 2010 ISBN 978-3-641-04345-2; btb ISBN 978-3-442-74202-8
- Die Grenzen der Sprache. An den Rändern des Schweigens. Essays, in der Reihe Unruhe bewahren, Residenz-Verlag (St. Pölten) 2013. ISBN 978-3-7017-1607-4
- Die Welt, die Rätsel bleibt. Essays. München (Luchterhand) 2013. ISBN 978-3-630-87418-0
- Die Annäherung. Roman. München (Luchterhand) 2016 ISBN 978-3-630-87470-8; btb 2018 ISBN 978-3-442-71591-6
- Unzustellbare Briefe, Erzählungen. München (Luchterhand) 2024 ISBN 978-3-630-87753-2[5]

## Übersetzungen
- John Gallahue: Auf Befehl seiner Heiligkeit. Roman, Wien (Szolnay) 1975
- Philip Larkin: Gedichte, Stuttgart (Klett-Cotta) 1988